# 文虎一
文虎一（1983年5月11日—），朝鲜族，是中國职业足球运动員，司职前锋。

## 职业生涯
1999年，文虎一入选吉林延边二队，开始了他的球员生涯。然而，在2000年延边队不幸从甲A降级，延边一线队被转让给浙江绿城，延边队只能参加乙级联赛。而这支重建后的延边队是以二队为基础的，这给了文虎一更多的机会。
2004年底，延边队终于冲甲成功。2005年，文虎一要求转会，但被主教练高晖留了下来。在中甲的第一年，文虎一表现平平。由于在前场浪费了太多机会，他甚至一度被教练移到了边后卫的位置。
2006年，文虎一回到了锋线位置，找回了状态。这个赛季文虎一大放异彩，攻入12粒入球，在当年的中甲射手榜列第二。因此，文虎一得到了中超球队长沙金德的青睐。长沙金德最终以350万人民币的价格将文虎一与队友赵铭一起买入。
2011年，文虎一在长沙金德降级后，加盟上海申花。2012年1月，文虎一以自由转会加盟中甲球队沈阳沈北。